# 朱縉焮
延安恭靖王朱縉焮（1535年—1558年），明朝肅藩唯一一代延安王，肅定王朱弼桄的嫡第二子。

## 生平
嘉靖二十九年（1550年），封延安王。
嘉靖三十七年（1558年）十二月，朱縉焮去世，享年二十四歲，諡號恭靖。因其無子，延安王的封爵被廢除。

## 家庭

### 妻
- 李氏，西城兵馬副指揮李登雲女，嘉靖三十一年（1552年）十二月冊為延安王妃[4]。